# یولیوس شوچیک
یولیوس شِـوْچیک (چکی: Julius Ševčík؛ زادهٔ ۲۸ اکتبر ۱۹۷۸) کارگردان فیلم، فیلم‌نامه‌نویس و تهیه‌کننده فیلم اهل جمهوری چک است. وی دانش‌آموختهٔ دانشکده سینما و تلویزیون آکادمی هنرهای نمایشی پراگ و آکادمی فیلم نیویورک است.
از فیلم‌هایی که وی در آن‌ها نقش داشته است، می‌توان به یک بیمار برجسته اشاره نمود که برندهٔ ۱۲ شیر چک شد.